# 4227 Kaali
4227 Kaali је астероид главног астероидног појаса чија средња удаљеност од Сунца износи 2,394 астрономских јединица (АЈ).
Апсолутна магнитуда астероида је 13,4.